# Pedro Lemebel
Pedro Segundo Mardones Lemebel (Santiago, 21 de novembre de 1952 - 23 de gener de 2015) fou un escriptor, cronista i artista plàstic xilè.
La seva obra escrita aborda els temes de la marginalitat xilena utilitzant per fer-ho algunes referències autobiogràfiques. Referent de la literatura homosexual i contestatària, el seu estil irreverent s'ha fet conèixer per tot Hispanoamèrica i ha esdevingut un dels escriptors xilens amb més gran projecció internacional. La seva obra ha estat traduïda a diversos idiomes, com ara el francès, l'italià i l'anglès.
Com a artista de performances i com a escriptor, el seu treball es va caracteritzar per l'ús de la provocació i el ressentiment com a eines per a la denúncia política i social.
Lemebel va ser cronista de Página Abierta, La Nación, de les revistes d'esquerra Punto Final (des de 1998) i The Clinic. També va conduir programes radials, va dirigir tallers de cròniques i va donar conferències en diverses universitats, com la Universitat Harvard i la Universitat Stanford.

## Biografia

### Infància i adolescència
Fill del forner Pedro Mardones Paredes i de Violeta Elena Lemebel, va néixer en un barri marginal de Santiago de Xile, a la vora del Zanjón de la Aguada, un canal de reg que desemboca en el riu Mapocho. Criat en el barri de La Legua, a mitjan anys 1960 es va mudar amb la seva família a un conjunt d'habitatges socials de l'Avinguda Departamental.
Va estudiar al Liceu Industrial d'Homes de La Legua, on s'ensenyava forja de metall i fusteria, les classes del qual el futur escriptor detestava i on era víctima de les burles dels seus companys. Va acabar l'últim any d'educació secundària al Liceu Manuel Barros Borgoño.

### Joventut
A la dècada de 1970, Lemebel va ingressar a la Universitat de Xile, on va aconseguir el títol de professor d'Arts Plàstiques.
Després d'haver-se diplomat, va començar a treballar el 1979 en dos liceus perifèrics de Santiago, d'on va ser acomiadat el 1983, presumiblement a causa de la seva aparença homosexual. Després d'aquesta experiència no va tornar a exercir la docència i es va dedicar plenament als tallers literaris.

### Carrera artística

#### Tallers literaris i militància

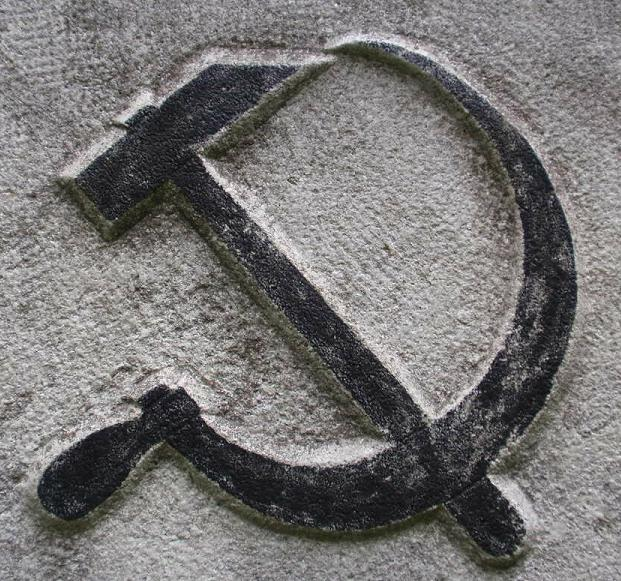
Pedro Lemebel va ser un membre del comunisme a Xile. El seu manifest «Hablo por mi diferencia» va ser llegit el 1986 maquillat amb la falç i martell al rostre.

Lemebel es va acostar a la literatura a principis dels anys 1980, quan es va integrar en a un taller literari on va començar a escriure contes. Aleshores va participar en petits concursos literaris, i el 1983 va obtenir el primer premi organitzat per la Caja de Compensación Javiera Carrera, amb el conte «Porque el tiempo está cerca», publicat en una antologia de la Caja de Compensación aquest mateix any. Al resum biogràfic aparegut a l'antologia, l'autor va posar una fotografia del seu pare en lloc de la seva i va mesclar dades de tots dos. Aquest conte marca des d'un començament les crues temàtiques de l'escriptor, íntimament relacionades amb els seus orígens i les dificultats del món gai, especialment als entorns xilens de classe baixa. El conte relata la vida d'un jove que, després d'ésser abandonat per la seva mare i rebutjat pel seu pare, comença a prostituir-se per subsistir, quan s'allunya del còmode Barrio de Providencia per exercir la seva nova professió als sòrdids caus del Santiago de Xile.
En aquests tallers va conèixer les escriptores feministes i d'esquerra Pía Barros, Raquel Olea, Diamela Eltit o Nelly Richard, entre d'altres. El van apropar als organismes culturals alternatius, opositors a la dictadura i a les entitats acadèmiques oficials. Tanmateix, la seva militància a l'esquerra política es va veure obstaculitzada pel prejudici de la seva homosexualitat.
L'any 1986 es va presentar en una reunió política d'esquerres al Centre Cultural Estació Mapocho, vestit per primera vegada amb les seves sabates de taló i maquillat amb el símbol comunista de Falç i martell a la part esquerra de la cara. Allà va llegir el seu manifest «Hablo por mi diferencia», un text que mescla conte, crònica i poesia, i que seria publicat el 2002 en una compilació de Juan Pablo Sutherland titulada A corazón abierto: geografía literaria de la homosexualidad en Chile. Aquest mateix any va publicar, a més a més, set dels seus relats a l'antologia Incontables, editada pel taller de Pía Barros.
Encara que Lemebel es va distanciar del partit comunista de Xile, va ser gran amic de la líder Gladys Marín fins a l'any de la seva mort, el 2005.

#### Las Yeguas del Apocalipsis
El 1987, al costat de Francisco Casas, poeta, artista i en aquell temps estudiant de literatura, va fundar el duet artístic Las Yeguas del Apocalipsis, el nom del qual al·ludeix als Quatre genets de l'Apocalipsi del Nou Testament. Aquest duet de tall performàtic es va caracteritzar per sabotejar llançaments de llibres i exposicions d'art, quan hi apareixien de manera sorprenent i provocadora, cosa que els va convertir en un fenomen de la contracultura al país.
És en aquest temps en el qual decidirà abandonar el cognom patern, Mardones, i utilitzar des d'aleshores únicament el seu cognom matern, Lemebel. En una entrevista posterior el mateix escriptor explicarà el seu canvi de nom en aquests termes:
| «                     | El Lemebel és un gest d'aliança amb el femení, inscriure un cognom matern, reconèixer la meva mare «huacha» des de la il·legalitat homosexual i transvestit. | » |
| — Pedro Lemebel, 1997 | |   |

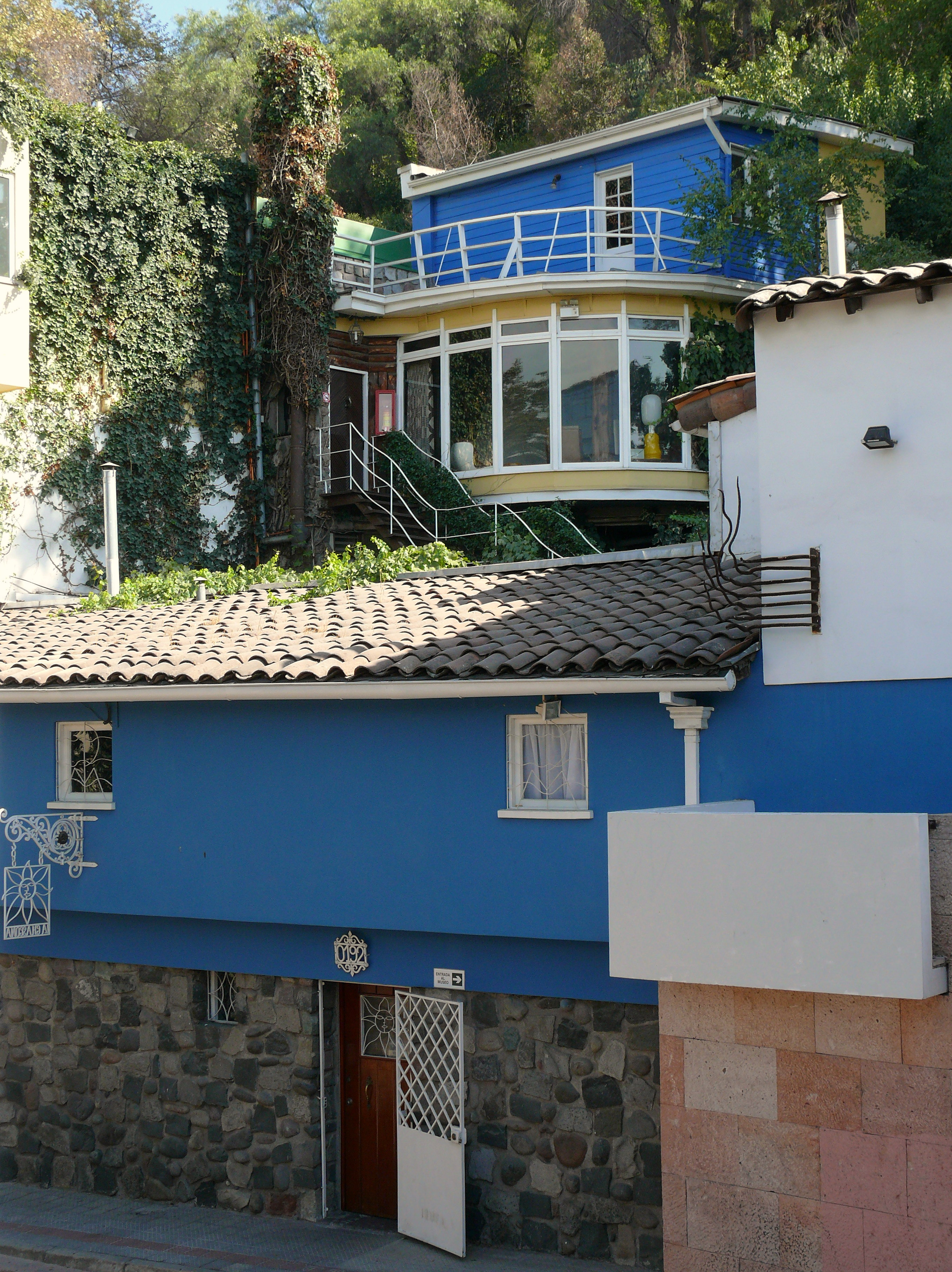
La primera intervenció de Las Yeguas del Apocalipsis es va portar a term a «La Chascona», antigua residencia de Pablo Neruda.

La primera intervenció de Las Yeguas del Apocalipsis va ser la tarda de dissabte 22 d'octubre de 1988, durant el segon lliurament del Premi Pablo Neruda al poeta Raúl Zurita, a «La Chascona». Enmig de la cerimònia, Lemebel i Casas van aparèixer oferint a Zurita una corona d'espines, que no va ser acceptada pel poeta. L'any següent van aparèixer al Teatre Cariola, durant una trobada del partit d'intel·lectuals amb el candidat presidencial Patricio Aylwin, que sortiria escollit primer president de Xile després de la restauració de la democràcia al país amb el final de la dictadura militar. En la mencionada ocasió, malgrat no haver estat convidats, van pujar a l'escenari amb talons i plomes, alçant un llenç que deia «Homosexuales por el cambio». Baixant de l'escenari, a més a més, Francisco Casas es va precipitar sobre l'aleshores candidat a senador i futur president de Xile, Ricardo Lagos, per fer-li un petó a la boca. Una fotografia de l'esdeveniment es va incloure anys més tard al seu llibre Háblame de amores (2012).
Tots dos escriptors, convertits en actors del seu propi text, van generar des de la realitat homosexual una interrupció dels discursos institucionals a l'època de la dictadura. El treball del duet va creuar la performance, el transvestisme, la fotografia, el vídeo i la instal·lació. Però també les reclamacions de la memòria, els drets humans i la sexualitat, així com la demanda d'un lloc en el diàleg per la democràcia. «Potser aquesta primera experimentació amb l'art plàstic, l'acció d'art... va ser decisiva en la mudança del conte a la crònica. És possible que aquesta exposició corporal en un marc religiós anés evaporant la recepta genèrica del conte... l'intemporal conte es va fer urgència crònica...», explica Lemebel.
L'any 1994, Lemebel va participar en el Festival Stonewall de Nova York, un festival d'orgull LGBT el nom del qual es deu als Disturbis de Stonewall de 1969.
Entre 1987 i 1995, van realitzar almenys quinze intervencions públiques. La majoria van ser a Santiago de Xile però també n'hi va haver a Concepción, on van escorxar els seus cossos i es van enterrar en calç, així com a Talca i L'Havana, Cuba, on es van presentar a la Casa de les Amèriques. Altres accions d'art van ser ballar 'cueca', ball popular de Xile, sobre vidres i interpretant tots dos a Frida Kahlo, o cavalcar nus com Lady Godiva sobre un cavall blanc per la Facultat d'Art de la Universitat de Xile, en al·lusió a Pedro de Valdivia. Llevat d' algunes fotografies de Paz Errázuriz i alguns vídeos, existeixen pocs registres sobre aquestes aparicions.
El 1995 Lemebel va publicar a més a més el seu primer llibre, titulat La esquina es mi corazón, corresponent a una recopilació de cròniques urbanes anteriorment publicades per alguns diaris i revistes com ara Página abierta, Punto final i La Nación, en les quals l'escriptor es refereix als entorns marginals de Santiago lligats al tabú de l'homosexualitat, la prostitució i la pobresa. L'any següent va crear el programa Cancionero per a la Radio Tierra, on llegia cròniques ambientades amb sons i acompanyades de música incidental. Aquest mateix any va publicar Loco afán: Crónicas de sidario, el seu segon llibre de cròniques, que toca els temes de la sida i la marginalitat dels transvestits,. El 1997, en unes de les seves últimes aparicions,Las Yeguas van ser convidades a la Biennal de l'Havana, a l'Havana, Cuba.
El 1998 va publicar De perlas y cicatrices, el tercer llibre de cròniques, conformat en la seva majoria per cròniques llegides a Cancionero. Després de l'arrest d'Augusto Pinochet a Londres a l'hospital The London Clinic el 1998, es va crear el setmanari The Clinic. El seu editor, Patricio Fernández, va convidar Lemebel a participar-hi perquè escrivís cròniques sense cap mena de censura. Diverses cròniques dels seus llibres també provenen d'aquestes publicacions.

#### Internacionalització

L'escriptor Roberto Bolaño va elogiar en diverses ocasions l'obra de Lemebel, estant la principal influència perquè aquest últim internacionalitzés la seva obra, a través de la mateixa editorial on ell publicava regularment.

El 1999, gràcies a les influències del seu amic i escriptor xilè Roberto Bolaño, que havia emigrat a Europa des de Mèxic el 1977 i que vivia des d'aleshores a Espanya, l'editorial barcelonina Anagrama publica el llibre Loco afán: Crónicas de sidario, amb la qual cosa es converteix en la seva primera obra publicada a l'estranger. Des d'aleshores, la seva obra escrita va començar a despertar l'interès de diverses universitats i institucions educatives internacionals.
El 2001 va publicar la seva primera novel·la, Tengo miedo torero, una difícil història d'amor contextualitzada durant l'atemptat contra Augusto Pinochet succeït el 7 de setembre de 1986. Per a la presentació del llibre, Lemebel va aparèixer vestit de vermell intens i amb un pentinat de plomes, en una cerimònia amb un ampli públic conformat per seguidors, polítics, cineastes, periodistes, i molt pocs escriptors. Aquesta obra va estar més d'un any entre els llibres més venuts de Xile, va tenir un gran reconeixement internacional i va ser traduïda a l'anglès, el francès i l'italià.
L'any 2003 continua amb el seu treball com a cronista i publica la seva antologia de cròniques Zanjón de la Aguada, que parla del món gai en barris de diferents classes socials de Santiago de Xile i on apareixen alguns personatges reals, com ara la líder social i presidenta de l'Agrupación de Familiares de Detenidos Desaparecidos (AFDD). A aquesta obra la succeeix un any més tard Adiós mariquita linda, una altra antologia de cròniques que manté la mateixa tendència dels treballs anteriors. Va aparèixer el seu sisè llibre de cròniques l'any 2008, Serenata cafiola.

El 2011 se li va diagnosticar càncer de laringe i l'any següent es va operar a la Fundació López Pérez de Xile. Tanmateix, va perdre part de la seva veu com a seqüela. Sobre la seva malaltia, va comentar el següent:
| «               | «Cómo es la vida, yo arrancando del sida y me agarra el cáncer». | » |
| — Pedro Lemebel |                                                                  |   |

Més endavant va haver de ser operat novament.
El 29 de novembre de 2012, en la participació a la Fira del Llibre de Guadalajara, va llançar un nou llibre de cròniques titulat Háblame de amores, i va presentar una lectura dramatitzada del seu treball «Susurrucucu Paloma».
El 4 de setembre de 2013 va ser guardonat amb el Premi José Donoso, que va dedicar a la seva mare, a la morta Gladys Marín i als seus lectors pertanyents a la classe obrera. El 25 de setembre del mateix any va realitzar una performance al Festival de Literatura Filba, amb motiu dels quaranta anys del cop d'Estat a Xile de 1973.

### Defunció
Passades les 2 de la matinada (hora local) de divendres 23 de gener de 2015, Pedro Lemebel va morir a la Fundació Arturo López Pérez de Providencia, lloc en què es trobava internat feia algunes setmanes, a causa del càncer de laringe que patia des de 2011.
Les seves despulles van ser sepultades al Cementiri Metropolità de Santiago de Xile dos dies més tard. Tant la vetlla com el funeral van estar marcats per una profusa i emotiva concurrència.

### Obra inèdita i publicacions pòstumes
En una entrevista el 2013, durant la publicació de l'antologia Poco hombre, Pedro Lemebel va anunciar que es trobava treballant en dos projectes literaris que veurien la llum pròximament i que, després de la seva defunció, van quedar truncats: un d'ells és Mi amiga Gladys, un llibre de cròniques sobre Gladys Marín, dirigent i diputada del partit Comunista de Xile morta el 2005, el qual es trobava en un estat molt avançat. Josefina Alemparte, editora de segell Planeta, va declarar que el llibre seria presentat a la Fira del Llibre de Santiago, però per motius de salut es va postergar. Finalment, l'editorial Planeta va anunciar que l'obra seria publicada el 2016. Així mateix va ser anunciada la publicació d'una recopilació de tots els seus llibres, des de La esquina es mi corazón (1995) fins a Háblame de amores (2012), possiblement incloent-hi també Mi amiga Gladys (2016), i un documental dirigit per Joanna Reposi, que conté set anys de registres.
Un altre llibre en què es trobava treballant té per títol El éxtasis de delinquir, la seva segona novel·la des de Tengo miedo torero (2001). Aquesta obra se centra en la història de Patricio Egaña, que subministrava drogues a Claudio Spiniak. Des de l'any 2011 va començar a esmentar en entrevistes que estava escrivint la novel·la i que estava en un estat molt avançat. El llançament d'aquesta novel·la també fou anunciat per al 2016 o 2017 per editorial Planeta.

## Estil
En els seus llibres aborda fonamentalment la marginalitat xilena amb algunes referències autobiogràfiques. Amb una prosa poètica conseqüent, autodenigratòria i al mateix temps que fa referència a «un otro», irreverent, barroca i kitsch, sol mesclar la realitat amb la ficció, a la qual denominava «part silicona» de la seva obra. Els textos acostumen a ser tragicòmics i combatius, en constant rebuig cap a la dreta política i la burgesia xilena.
L'escriptor mexicà Carlos Monsiváis associa els seus criteris estètics amb els de Néstor Perlongher, Joaquín Hurtado Pérez, i en menor mesura amb Reinaldo Arenas, Severo Sarduy i Manuel Puig; amb els tres primers, per la seva «ira reivindicatòria», amb Sarduy per la seva «experimentació radical» i amb Puig per la seva «incorporació festiva i victoriosa de la sensibilitat proscrita». Per a Monsiváis, a Lemebel i en tots aquests autors, l'homosexualitat no és una identitat artística sinó una actitud literària. Amb Perlongher també comparteix l'escriptura barroca, però Lemebel no cerca en ella un enlluernament en si mateixa. A les seves cròniques relacionades amb el sida, acostuma a emprar un modernisme i postmodernisme que recorden a Julián del Casal, Amado Nervo o Enrique Gómez Carrillo.

## Obra

### Llibres de cròniques
- 1995 - La esquina es mi corazón: crónica urbana
- 1996 - Loco afán: crónicas de sidario
- 1998 - De perlas y cicatrices, LOM, Santiago (Seix Barral Chile, 2010)
- 2003 - Zanjón de la Aguada
- 2004 - Adiós mariquita linda
- 2008 - Serenata cafiola, Seix Barral Chile
- 2012 - Háblame de amores, 55 cròniques, la majoria inèdites ; Seix Barral Chile
- 2013 - Poco hombre, antología, Ediciones UDP, editat per Ignacio Echevarría.[8]

### Novel·la
- 2001 - Tengo miedo torero

### Novel·la gràfica
- 2012 - Ella entró por la ventana del baño, novel·la gràfica de Sergio Gómez, basada en relats de Lemebel; il·lustració de Ricardo Molina; Ocho Libros Editores, Santiago.[40]

### Antologies
- 1986 - Incontables (con siete relatos; compilación Pía Barros)
- 2001 - A corazón abierto: geografía literaria de la homosexualidad en Chile (amb «Hablo por mi diferencia»; de Juan Pablo Sutherland).[13]
- 2012 - Mejor que ficción[9]
- 2012 - Antología de crónica latinoamericana actual[9]

## Premis i honors
- 1983: Primer premi de conte al Concurs de la Caja de Compensación Javier Carrera, per «Porque el tiempo está cerca».[5]
- 1999: Beca Guggenheim.
- 2002: Nominat al Premi Altazor, per Tengo miedo torero.[41]
- 2004: Nominat al Premi Altazor, per Zanjón de la Aguada.
- 2006: Nominat al Premi Altazor d'Assaig Literari, per Adiós mariquita linda.
- 2006: Premi Anna Seghers.
- 2006: Nominat al Premi Altazor, per Tengo miedo torero (versió teatral).[42]
- 2013: Nominat al Premi Altazor d'Assaig i Escriptures de la Memòria, per Háblame de amores.
- 2013: Premi José Donoso.[27]
- 2014: Nominat al Premi Altazor d'Assaig i Escriptures de la Memòria, per Poco hombre.
- 2014: Nominat al Premi Nacional de Literatura.[43]